# Синтетика
Синтетика — синтетический продукт, особенно синтетическое волокно или ткань, лекарство или пластмасса, получаемые методом химического синтеза.

## Синтетический и искусственный
Не следует путать термины «синтетический» и «искусственный». Искусственный материал — материал полученный путём физической модификации сырья.
Например:
- Синтетические волокна — капрон, нейлон. Искусственное стекло-волокно, вискозное волокно, асбестовые.
- Синтетическая кожа — лабораторный способ выращивания плёнки, подобной коже. Для трансплантации кожи. Искусственная кожа — придание сырью (пористому полимеру) внешнего вида и свойств выделанной кожи животных. В данном случае синтезируется полимер, а не окончательное изделие.